# 지방도 제744호선
지방도 제744호선은 전북특별자치도 군산시 옥서면 선연리 하제에서 나포면 옥곤리를 잇는 전북특별자치도의 지방도이다.

## 연혁
- 2005년 6월 1일 : 군산시 나포면 부곡리 ~ 옥곤리 1.9 km 구간 개통[1]
- 2007년 1월 9일 : 군산시 옥구읍 어은리 ~ 수산리 2.27 km 구간 신설 개통[2]
- 2020년 1월 10일 : 옥구 ~ 회현간 도로(군산시 옥구읍 수산리 ~ 회현면 금광리) 6.7km 구간 신설 개통[3]

## 주요 경유지
- 군산시
  - 옥서면 (하제) - 선연리 - 염전앞삼거리 - 군산CC
  - 옥구읍 어은리 - 어은1교 - 오곡리 - 가산 교차로 - 수산리 - 김제 교차로
  - 회현면 중야 교차로 - 중야교 - 월하산 교차로 - 월평 교차로 - 옥흥 교차로 - (신기촌) - 학당리 - 증석삼거리 - 증석리 - 경창교
  - 대야면 경창교 - 경창2교 - 지경리 - 대야남초등학교 - 복교삼거리 - 복교리 - 남우삼거리 - 남우교 - 검문소삼거리 - 대야검문소 교차로 - 산월리 - 대야초등학교 - 석화삼거리 - 진성여자중학교(폐교) - 보덕리
  - 성산면 산곡리 - 덜걱사거리 - 창오리 - 대명리 - 대명삼거리
  - 나포면 부곡리 - 부곡삼거리 - 옥곤리

## 중복 구간
- 군산시 대야면 복교삼거리 ~ 석화삼거리 : 지방도 제711호선과 중복
- 군산시 대야면 검문소삼거리 ~ 대야검문소 교차로 : 국도 제26호선, 지방도 제718호선과 중복

## 도로명
- 군산시 옥서면 (하제) ~ 대야면 복교삼거리 : 남군산로
- 군산시 대야면 복교삼거리 ~ 검문소삼거리 : 만경로
- 군산시 대야면 검문소삼거리 ~ 대야검문소 교차로 : 번영로
- 군산시 대야면 대야검문소 교차로 ~ 석화삼거리 : 대야관통로
- 군산시 대야면 석화삼거리 ~ 성산면 덜걱사거리 : 수림로
- 군산시 성산면 덜걱사거리 ~ 대명삼거리 : 왕골로
- 군산시 성산면 대명삼거리 ~ 나포면 옥곤리 : 망해산로